# Хаммадиды
Хаммадиды, Хаммадиты (араб. حماديون‎) — берберская династия и государство на северо-востоке современного Алжира, существовавшее около полутора веков (1014—1152), до тех пор пока не было покорено династией Альмохадов. Ветвь династии Зиридов. Вскоре после прихода к власти, они отвергли учение исмаилизма Фатимидов и вернулись к суннизму маликитского мазхаба, признавая Аббасидов в качестве законных халифов.
Сначала столицей династии являлся Кала-Бени-Хаммад, основанный в 1007 году и ныне являющийся всемирным наследием. Но из-за угрозы со стороны Бану Хиляль, большого арабского бедуинского племени, столица была перенесена в Беджаю.

## История
В 1014 году Хаммад ибн Бологгин, являвшийся наместником в Магрибе, объявил независимость от правящей династии Зиридов. Так как под его властью была большая часть Магриба от Марокко до Туниса, он вскоре получил признание от халифа Багдада из династии Аббасидов. Зириды послали армию для борьбы с Хаммадом, но потерпели поражение, и через два года, в 1018 году, был подписан мир, тем самым признав Хаммада ибн Бологгина законным правителем.
Хаммад основал новую столицу Кала-Бени-Хаммад. Под давлением со стороны племени Бану Хиляль, направленного в середине XI века в страны Магриба  Фатимидами, династия была вынуждена перебраться в Беджаю. Вскоре Беджая стала одним из самых процветающих городов средневекового Средиземноморья. В первой половине XII века территория владений Хаммадидов значительно уменьшилась. Им приходилось отражать атаки Альморавидов, захвативших прибрежные районы, противостоять нападениям арабов из Бану Хиляль. Одновременно Хаммадиды боролись с Зиридами и подавляли восстания берберов. В 1136 году Беджая подверглась нападению генуэзцев.
Бологгин ибн Мухаммад, впоследствии правитель Хаммадидов, вторгся в Марокко и ненадолго захватил Фес, но был вынужден отступить против Альморавидских сил Юсуфа ибн Ташфина. Завоевания Альморавидов между 1062 и 1082 годами распространили их владения на Марокко и западный Алжир. Аль-Насир ибн Алнас убил своего двоюродного брата Бологгина по отцовской линии и стал новым эмиром. Расцвет империи Хаммадидов пришелся на период правления аль-Насира. Первые годы его правления (около 1067-1072 гг.) ознаменовались превращением Беджаи (ранее Бужи) из маленькой рыбацкой деревушки в более крупный укрепленный город. Переименованный в честь эмира в аль-Насирию, Беджая превратился в сложный торговый город; при аль-Насире и его сыне и преемнике аль-Мансуре ибн Насире были построены большие сады, дворцы, Большая мечеть и другие достопримечательности города.
Во время правления сына аль-Мансура Абд аль-Азиза ибн Мансура Беджая насчитывал около 100 000 человек, и Хаммадиды укрепили свою власть в городе. После этого династия пережила упадок; попытки развить большую морскую мощь в Средиземном море были сорваны норманнами, которые к XII веку завоевали Сицилию, а также заняли ряд поселений на побережье Туниса и Алжира. Однако Абд аль-Азиз изгнал Хилалийцев из Ходны и захватил Джербу.
Последним династическим эмиром был Яхья ибн Абд аль-Азиз. Яхья отразил набеги бедуинов и подавил восстания берберских кланов, но во время его правления генуэзцы также совершили набег на Беджаю (1136), а королевство Сицилия заняло поселение Джиджелли и разрушило построенный там дворец удовольствий. В 1144 и 1145 годах Яхья направил войска Хаммадидов, чтобы присоединиться к Альморавидам в борьбе с берберскими Альмохадами, возглавляемыми Альмохадским халифом Абд аль-Мумином. В 1151-1152 годах Абд аль-Мумин завоевал Тлемсен и Оран (1152)и выступил против Хаммадидов. Альмохады взяли Алжир (1152) , а затем захватили Беджаю позже в том же году, сокрушая силы Хаммадидов у ворот города. Это стало крупным военным триумфом для Абд аль-Мумина. Яхья бежал к Константину, но сдался через несколько месяцев. Он умер в комфортабельном изгнании в Сале, Марокко, в 1163 году. Абд аль-Мумин обратил в рабство женщин и детей сторонников Хаммадида, которые сражались против него, но не разграбил Беджаю, потому что город добровольно сдался. В 1152 году халиф династии Альмохадов Абд аль-Мумин захватил Кала, Беджаю и присоединил владения Хаммадидов к своей державе.

## Правители
- Хаммад ибн Бологгин, 1014—1028
- аль-Каид ибн Хаммад, 1028—1045
- Мухсин ибн аль-Каид, 1045—1046
- Бологгин ибн Мухаммад ибн Хаммад, 1046—1062
- ан-Насир ибн Альнас ибн Хаммад, 1062—1088
- аль-Мансур ибн Насир, 1088—1104
- Бадис ибн аль-Мансур, 1104
- Абд аль-Азиз ибн аль-Мансур, 1104—1121
- Яхья ибн Абд аль-Азиз, 1121—1152